# Werda (Botswana)
Werda é uma vila localizada no distrito de Kgalagadi em Botswana. Possuía, em 2011, uma população estimada de 3 261 habitantes.